# Eurovisiesongfestival 1974
Het Eurovisiesongfestival 1974 was het negentiende Eurovisiesongfestival en vond plaats op 6 april 1974 in Brighton, Engeland. Hoewel de inzending van het Verenigd Koninkrijk in 1973 op de derde plaats was geëindigd, organiseerde de BBC dit festival omdat Luxemburg, dat twee keer achter elkaar won, afzag van de organisatie.
Het programma werd gepresenteerd door Katie Boyle. Van de 17 deelnemende landen won Zweden met het nummer Waterloo, uitgevoerd door ABBA. Dit lied kreeg 24 punten, 14% van het totale aantal punten.
Met 18 punten werd Italië tweede, gevolgd door Nederland op de derde plaats met 15 punten.
De Portugese inzending E depois do adeus, gezongen door Paulo de Carvalho, speelde drie weken later, op 25 april, een belangrijke rol tijdens de Anjerrevolutie. Het was namelijk het signaal voor de oppositie dat het moment was aangebroken voor de omwenteling.
Italië zond het festival niet rechtstreeks uit. Het nummer Sì ("ja"), uitgevoerd door Gigliola Cinquetti, zou, door die titel en het vaak in het liedje herhaalde "si", mogelijk te veel invloed kunnen hebben op de uitkomst van een referendum over echtscheidingen.

## Interludium
Tijdens het tellen van de stemmen was er muziek, gespeeld door The Wombles.

## Puntentelling

### Stemstructuur
Dit jaar greep men terug op het systeem dat gold van 1957 tot en met 1961 en van 1967 tot en met 1970: elk land had tien juryleden, die elk 1 punt aan een liedje gaven. Stemmen op het eigen land is niet toegestaan.

### Score bijhouden
De score werd bijgehouden op een scorebord dat in de zaal hing.
De deelnemende landen stonden in het Engels op het bord.
Achter elk land stond het totaal aantal punten
De gegeven punten werden gelijk bij het totaal van het land opgeteld.
Het land dat gebeld werd, werd verlicht.

### Stemmen
Het opbellen van de landen gebeurde op gelote volgorde.
Het geven van de punten gebeurde in volgorde van optreden, niet in volgorde van aantal punten.
De vertegenwoordiger van het land noemde het land en het aantal punten in het Engels of Frans.
De presentatrice herhaalde het land en de punten in de andere taal.
In zowel het Frans als Engels gebruikte zij daarvoor het woord soms points en soms "votes".

### Beslissing
Italië gaf als laatste punten door, maar Zweden was eigenlijk al de winnaar. Hoewel België, als voorlaatste stemmer, geen punten had gegeven, waren de 24 punten alleen nog maar theoretisch in te halen. Het dichtst bij koploper Zweden was Italië zelf met 18 punten.
Alleen als Italië alle 10 de punten aan één land zou geven, dan maakte Nederland (op dat moment 15 punten) nog kans om te winnen terwijl Monaco (14 punten) gelijk zou komen met Zweden. Echter, Italië verdeelde zijn punten waarna Zweden als winnaar werd uitgeroepen.

### Fout
De 2 punten die Spanje gaf aan Ierland leidden tot een fout op het bord: Ierland had 8 punten en dat werd verhoogd naar 20 in plaats van 10. Dit werd nog tijdens de puntentelling van Spanje hersteld.

### Resultaat
| Plaats | Land                | Artiest(en)                        | Lied                                 | Punten |
| ------ | ------------------- | ---------------------------------- | ------------------------------------ | ------ |
| 1      | Zweden              | ABBA                               | Waterloo                             | 24     |
| 2      | Italië              | Gigliola Cinquetti                 | Sì                                   | 18     |
| 3      | Nederland           | Mouth & MacNeal                    | I see a star                         | 15     |
| 4      | Luxemburg           | Ireen Sheer                        | Bye bye, I love you                  | 14     |
| 4      | Monaco              | Romuald Figuier                    | Celui qui reste et celui qui s'en va | 14     |
| 4      | Verenigd Koninkrijk | Olivia Newton-John                 | Long live love                       | 14     |
| 7      | Ierland             | Tina Reynolds                      | Cross your heart                     | 11     |
| 7      | Israël              | Poogy                              | Natati la khaiai                     | 11     |
| 9      | België              | Jacques Hustin                     | Fleur de liberté                     | 10     |
| 9      | Spanje              | Peret                              | Canta y sé feliz                     | 10     |
| 11     | Griekenland         | Marinella                          | Krassi, thalassa ke t'agori mou      | 7      |
| 12     | Joegoslavië         | Korni                              | Moja genericija                      | 6      |
| 13     | Finland             | Carita                             | Keep me warm                         | 4      |
| 14     | Noorwegen           | Anne Karine Strøm & Bendik Singers | The first day of love                | 3      |
| 14     | Portugal            | Paulo de Carvalho                  | E depois do adeus                    | 3      |
| 14     | Duitsland           | Cindy & Bert                       | Die Sommermelodie                    | 3      |
| 14     | Zwitserland         | Piera Martell                      | Mein Ruf nach dir                    | 3      |

## Deelnemers

### Terugkerende artiesten
| Land      | Artiest                                      | Plaats | Eerdere deelname                         | Plaats toen |
| --------- | -------------------------------------------- | ------ | ---------------------------------------- | ----------- |
| Italië    | Gigliola Cinquetti                           | 2      | Italië 1964                              | 1           |
| Monaco    | Romuald                                      | 4      | Monaco 1964                              | 3           |
| Monaco    | Romuald                                      | 4      | Luxemburg 1969                           | 11          |
| Noorwegen | Anne-Karine Strøm (samen met Bendik Singers) | 14     | Noorwegen 1973 (deel van Bendik Singers) | 7           |

### Nationale keuzes
In Finland deden Marion Rung (Eurovisiesongfestival 1962 en 1973), Lasse Mårtenson (Eurovisiesongfestival 1964) en Markku Aro (Eurovisiesongfestival 1971) opnieuw mee, maar geen van hen kon winnen. In Noorwegen deed Ellen Nikolaysen mee, die het jaar daarvoor als een van de Bendik Singers zong op het songfestival. Ditzelfde jaar zou ze nog het Wereldsongfestival op haar naam schrijven. Bij Jugovizija ook veel bekend volk die er de voorafgaande jaren ook al bij waren, met Zdravko Čolić (Eurovisiesongfestival 1973), Tereza Kesovija (Eurovisiesongfestival 1966 en 1972) en Eva Sršen (Eurovisiesongfestival 1970). In Zwitserland waren Peter, Sue & Marc er opnieuw bij.

### Terugtrekkende landen
- Frankrijk was oorspronkelijk ook van plan om deel te nemen met het lied La vie a vingt cinq ans, gezongen door Dani. De Franse omroep trok zich echter terug omdat Georges Pompidou, de toenmalige Franse president, overleed in de week vóór het festival. (Zie ook Frankrijk op het Eurovisiesongfestival.)

### Kaart

Deelnemende landen
Landen die al meegedaan hadden en dit jaar niet meedoen

### Debuterende landen
- Griekenland